# Манхэттенский фестиваль короткометражного кино
Манхэттенский фестиваль короткометражного кино (англ. Manhattan Short Film Festival) — это один из самых крупных фестивалей короткометражных фильмов в мире.
На протяжении недели (Фестиваль проходит ежегодно в конце сентября — начале октября) у зрителей есть возможность посмотреть 10 фильмов-финалистов и выбрать победителя путём голосования.

## История
Кинофестиваль стартовал в Нью-Йорке в сентябре 1998 году на одной из улиц Манхеттена, когда директор Фестиваля Николас Мейсон устроил показ короткометражных фильмов своих друзей, установив экран на свой грузовик. В 1998 году Фестиваль перебрался в Юнион-сквер, где и проходит по сей день под открытым небом.
В настоящее время Манхэттенский фестиваль короткометражного кино объединяет более 200 тыс. зрителей из 250 городов на 6 континентах. В России Фестиваль объединяет зрителей 30 городов с 2007 года.
«One World — One Week — One Festival» — девиз Манхэттенского фестиваля короткометражного кино. Одна из основных целей Фестиваля — найти новые таланты в кинематографе и объединить зрителей по всему миру.